# Ignasi Subies
Ignasi Subies (?) fou organista de la Catedral de Vic.
No tenim informació de la seva vida, però podem destacar dos dates en les quals Ignasi Subies fou tribunal en unes oposicions d'organista. El primer tribunal fou el del 19 de gener de 1758, quan Antoni Mestres i Salvi Arnabat opositaren per l'organistia de la catedral de Girona. El tribunal estava encapçalat per Emmanuel Gonima, Antoni Mallol i Ignasi Subies, i finalment, per 24 vots a favor i 9 en contra, el guanyador fou Salvi Arnabat. El segon tribunal es dugué a terme el 27 de juny de 1759, quan Joan Pusalgues, Josep Carcoler i el mateix Ignasi Subies, formaren part del tribunal que adjudicà l'organistia de Sant Esteve d'Olot a Josep Castelló.